# Cozia (Krassó-Szörény megye)
Cozia (románul Cozia) falu Romániában, a Bánságban, Krassó-Szörény megyében.

## Fekvése
Somosréve mellett fekvő település.

## Története
Cozia korábban Somosréve része volt. 1956-ban vált külön településsé 229 lakossal.
1966-ban 150, 1977-ben 148, a 2002-es népszámláláskor 166 román lakosa volt. 